# Dean Bowen
Dean Andrew Jake Bowen (Zoetermeer, 11 oktober 1984) is een Nederlandse dichter en performer.

## Biografie
In een interview met de website Hiphop in je smoel noemt Bowen zichzelf een "hip hop kid". Hij begon zijn carrière in de Rotterdamse spoken word-scene. In 2015 won hij de Spoken Award in de categorie poëzie voor zijn voordrachten. Rond die tijd begon hij ook als redacteur bij Stichting Perdu in Amsterdam, waar hij programma's maakte. Zijn debuut, Bokman, werd in 2018 genomineerd voor de C. Buddingh'-prijs. Op 30 januari 2019 werd hij benoemd tot Stadsdichter van Rotterdam voor een periode van twee jaar.